# (4685) Karetnikov
(4685) Karetnikov (1978 SP6) – planetoida z pasa głównego asteroid okrążająca Słońce w ciągu 5,65 lat w średniej odległości 3,17 j.a. Odkryta 27 września 1978 roku.